# Amédée Gordini

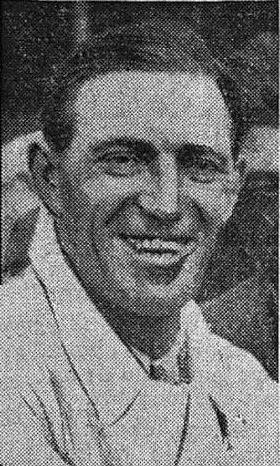
Amédée Gordini în 1938

Amédée Gordini (n. 23 iunie 1899, Bazzano; d. 25 mai 1979, Paris) este un mecanic francez de origine italiană. După o carieră de constructor de mașini de cursă în anii 50, Gordini devine proiectant Renault în 1956. Cel supranumit vrăjitorul a proiectat Renault 8 Gordini cunoscută în România ca Dacia 1100 și Renault 12 a cărei licență a fost folosită pentru Dacia 1300 și 1310.